# Vento selvaggio
Vento selvaggio (Reap the Wild Wind) è un film del 1942 diretto e prodotto da Cecil B. De Mille.

## Trama
Dopo un naufragio di cui non ha colpe il capitano Jack Stuart riesce a impadronirsi di una nuova nave e d'accordo con una banda di pirati diventa loro complice: ma la presenza di una donna nascosta a bordo, Dorina Alston, rovinerà i suoi piani e gli costerà la vita.

## Produzione
Il film fu prodotto dalla Paramount Pictures dal 2 giugno al 30 agosto 1941 con un budget stimato di 4 milioni di dollari. È stato tratto dalla novella di Thelma Strabel, pubblicata a puntate sul The Saturday Evening Post dal 27 aprile al 1º giugno 1940. La formazione del cast subì diverse modifiche: Charles Bickford prese il posto di Morris Ankrum e, nel ruolo di zia Henrietta, Hedda Hopper sostituì Spring Byington. Inizialmente designata a interpretare il ruolo di Ivy Deveraux, poi affidato a Martha O'Driscoll, Susan Hayward aveva sostenuto un provino anche per la parte di Loxi, poi interpretata da Paulette Goddard, e alla fine si vide assegnare il personaggio dell'impulsiva Drusilla, destinata a morire annegata durante l'affondamento di una nave. Il film conquistò il Premio Oscar per i migliori effetti speciali.

## Distribuzione
Il film fu distribuito dalla Paramount Pictures. Fu presentato in prima a Los Angeles il 18 marzo e poi a New York il 26 marzo 1942. In Italia uscì il 27 luglio 1946.

## Doppiaggio
Il film è stato ridoppiato per la versione italiana in DVD Universal Pictures ma la televisione trasmette ancora il film col doppiaggio d'epoca.